# Franz Schneider (Politiker, um 1488)

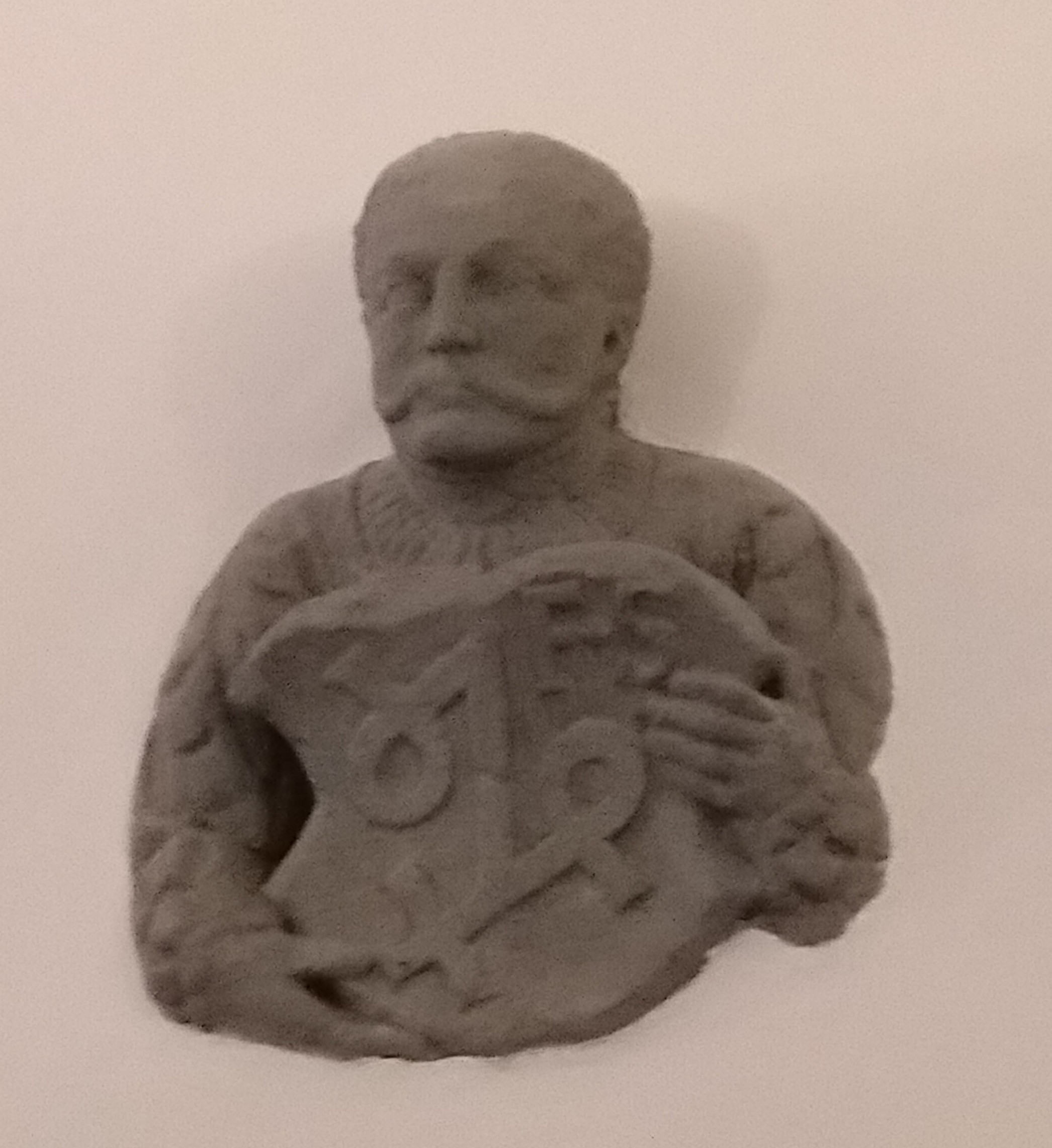
Steinbild Franz Schneiders im Foyer des Hotels Tuchmacher (Peterstraße 8)

Franz Schneider (* um 1488; † 5. oder 9. Oktober 1560) war ein deutscher Politiker und in der ersten Hälfte des 16. Jahrhunderts neunmal Bürgermeister von Görlitz. 1536 wurde er von Karl V. geadelt. Er ist Stammvater der Schnitter und der Begründer ihres Adels.

## Leben

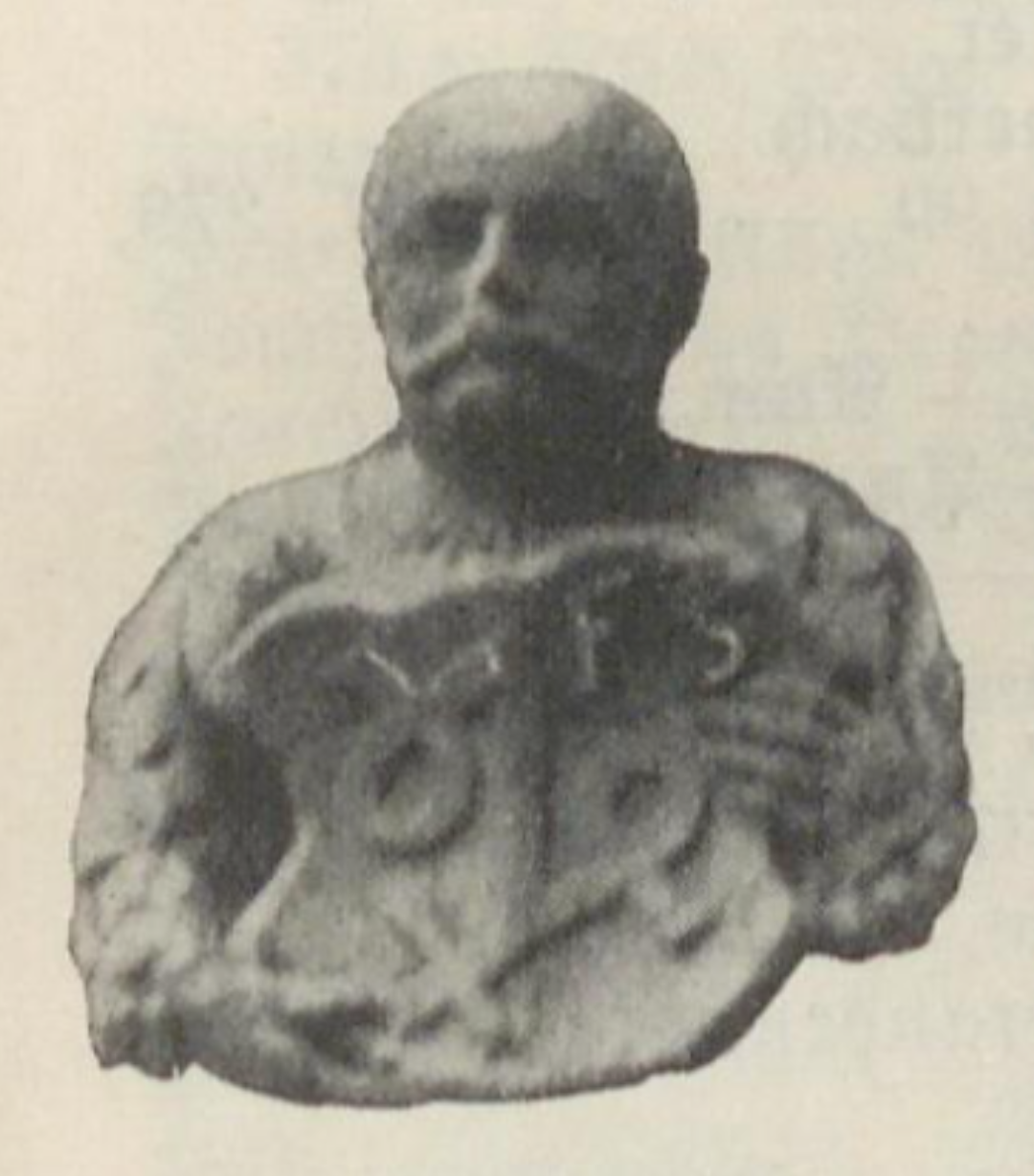
Steinbild Franz Schneiders am Hinterhaus seines Hofes (Petersgasse 8), Görlitz. Abbildung bei Friedrich Pietsch, 1935.

Franz Schneider war Bürgermeister von Görlitz in den Jahren 1515, 1518, 1523, 1528, 1531, 1537, 1540, 1544 und 1548. Nach Erich Wentscher waren es insgesamt elf Verwaltungsjahre.

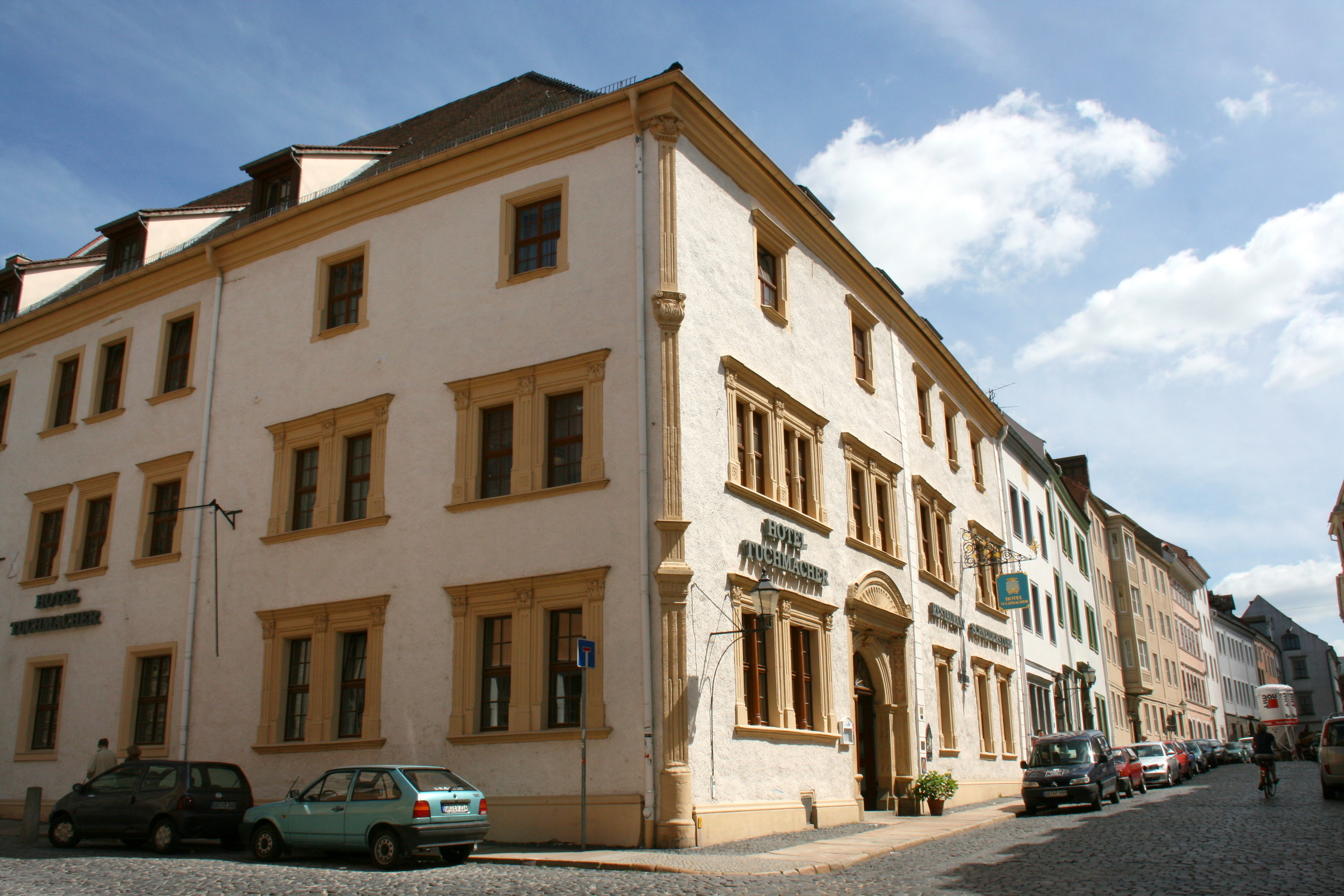
Petersgasse (Petersstraße) 8: Wohnung Franz Schneiders ab 1528

Er wohnte wohl mindestens seit 1510 bis 1517/18 in der Neißgasse 7 oder 8 (nach Friedrich Pietsch Neißgasse 8, nach Erich Wentscher Neißgasse 7). Sein nächstes Wohnhaus, das Eckhaus in der Petersgasse (Peterstraße) 8, hatte der Vorbesitzer Caspar Canitz testamentarisch „nach dem Tode seiner Witwe Anna“ eigentlich der Peters- und Nikolaikirche überlassen. Anna heiratete nach dem Tod ihres Ehemannes ein weiteres Mal und zwar Caspar Hartmann. Von ihm erwarb Schneider das Haus, klärte 1517 den Sachverhalt mit Hartmann und den Kirchenvätern der zwei Kirchen aber noch ab. Er ließ es 1528 durch Wendel Roskopf in ein repräsentatives Haus im Stil der frühen Renaissance umbauen. Im Hinterhaus des Hofes befand sich ein Relief Franz Schneiders mit einem Wappenschild mit Hausmarke und Initialen. Dieses Bildnis wurde in Görlitz fälschlich als Johann Tetzel identifiziert, wenngleich es sich hierbei sicher um Franz Schneider handelt. Sein ehemaliges Wohnhaus ist heute das Hotel Tuchmacher, in dessen Foyer sich noch das Steinbild befindet.
1527 spielte Schneider eine Rolle im Görlitzer Tuchmacheraufstand, wessen Einfluss Erich Wentscher auf die Görlitzer Reformationsgeschichte ausweitete. Nach Otto Kämmel war Schneider ein fester Katholik, wessen Zitat Friedrich Pietsch nur als Vermutung zuließ, aber nicht widersprach.
Er war 1528, gemessen anhand der im Steuerregister von 1528 bis 1543 angegebenen Vermögenswerten, achtreichster Mann der Stadt Görlitz. Die Hausmarke wurde 1536 von Karl V. durch ein Wappen ersetzt, als er, gemeinsam mit Johannes Haß, „wegen treuer Dienste, die er dem Reiche, König Ferdinand von Böhmen und der Stadt Görlitz oft und willig und höchsten Vermögens gethan“ einen Adels- und Wappenbrief erhielt.
1538, noch als Bürgermeister seiner 1537 begonnenen Amtszeit, empfing er König Ferdinand I. bei dessen imposantem Einzug in Görlitz.
Im September 1547, nachdem dutzende Ratsherren der Sechsstädte wegen Untreue im Schmalkaldischen Krieg nach Prag zu König Ferdinand I. einbestellt worden waren, wurden sie gefangen genommen, um das Strafmaß für das Vergehen zu verhandeln. Schneider befand sich unter den fünf gefangen, die ein „besseres“ Gefängnis im Schloss erhielten. Schneider und Michael Schmidt wurden nach Görlitz abgesandt, um das Strafmaß zu vermitteln. Die zwei Gesandten gingen „von Haus zu Haus, [und] von Dorf zu Dorf“, um die immense Strafsumme einzutreiben. Gerade die reichsten Bürger, darunter sein Schwiegersohn Joachim Frenzel, sollen überhaupt nichts abgegeben haben. Die Zünfte der Tuchmacher waren nach dem Konflikt des Jahres 1527 mit dem Görlitzer Rat so in Aufregung, dass es fast einen erneuten Aufstand gab. Ein ermahnender Brief des Königs an die Görlitzer Gemeinde am 14. Dezember 1547 beruhigte die Lage schließlich.
Nach dem Pönfall zählte sich Schneider neben Michael Schmidt und Jakob Rösler zu den drei Personen, die im Rat blieben. Der Richter Franz Lindner blieb bei der Stadt bedienstet. Sie mussten dafür zusammen mit der Gemeinde mit ihren Händen neuen Gehorsam schwören und wurden schließlich in der Peterskirche gefeiert.

### Vorwurf persönlicher Bereicherung
Als es nach dem Pönfall Beschuldigungen der Tuchmacher gegen die Ratsmitglieder gab, sie würden sich am bürgerlichen Gemeingut bereichern, erklärte der Georg Röber 1548 im Verlauf des Strafgerichts von 1547, „was die Familie des oftmaligen Bürgermeisters Franz Schneider besäße, sei alles gestohlen und er wolle noch einmal seinen Dolch in einem ‚Schneiderischen‘ umdrehen“. Tobias Kober schrieb 1547 in seiner Chronik: „Schmählich ist zu gedenken, wie es unsere Herren als Johannes Haß und Franz Schneider mit der Stadt haben vorgenommen, welches hernach sich an ihren Nachkommen erfunden und sonderlich der Haßens, welche nach großer Vorbitt in die Spital sind genommen worden“. Auch Bartholomäus Scultetus schrieb in seiner zweiten Chronik einige Zeit später: „Also haben sie jemmerlich diese Stadt umb alles bracht. Also wol haben sie alle Herrschaften und Ratsherren in allen Sechsstädten geregiret, das ihnen Gott sampt allen iren Kindern und an iren gantzen nachkommenden Geschlecht widerumb redlich vergelten wolte.“
Diesen Vorwürfen lag, zufolge Friedrich Pietsch, die „unruhvolle Unordnung“ der damaligen Zeit zugrunde, wobei während Kampf um Recht auch Kampf um wirtschaftliche Vorteile sein kann, „die Grenzen zwischen unberechtigter Anmaßung, berechtigtem Widerstand und unberechtigtem Ungehorsam“ verschwammen, bzw. das Unverständnis über „das gefährlich Schicksalhafte der großen Politik, ihre Verkettung in die Geschehnisse eines großen Raumes und die untrennbare Verflechtung von Schicksal und Anteil in ihrem Bereich“. Erstere Zustände habe Martin Luther vor seinem Tode als „entsetzliche Verwirrung“ für Deutschland vorausgesehen und bei Scultetus habe nur seine „allerfrüheste Jugend“ in die Zeit vor dem Pönfall zurückgereicht, als die Zeit der großen Politik der Stadt endgültig zu Ende ging.

## Familie
Franz Schneiders Eltern hießen Dorothea (geb. Wenscher) und Matthäus Schneider. Matthäus Schneider war Brauer. Dorotheas Eltern hießen Margarete (geb. Alischer) und Hans Wenscher (auch: Wentscher), Mätthaus’ Vater hieß Christoph und dessen Vater Hans.
Matthäus Schneider heiratete 1482 die Witwe Urban Emmerichs († Anfang April 1472) Anna Behr (auch Anna Valentin, was nach Erich Wentscher jedoch ein Missverständnis spätestens seit dem Görlitzer Genealogen Christian Schäffer ist), Tochter eines angesehenen Behr unbekannten Taufnamens und Barbara Behr. Urban hatte Anna 1459 aus Hirschberg entführt und dann zur Frau genommen. Matthäus bezahlte (nach 1482) einige oder die gesamten Schulden Urban Emmerichs, der dem berühmten Görlitzer Patriziergeschlecht Emmerich entstammte, mit dem Franz Schneider also verschwägert gewesen ist. Urbans jüngerer Bruder war Georg Emmerich.
Franz heiratete etwa 1510 Agnes Uthmann aus Breslau, Witwe des Stadtbaumeisters Blasius Börer († 11. Mai 1505). Im Jahr 1522 heiratete er Katharina, eine Tochter Bernhard Berndts. Seine dritte Ehefrau hieß Anna Gleinich und stammte aus Glogau.
Der Adel Franz Schneiders Familie lebte mit der Adelsbestätigung seiner Brüder Hieronymus und Onophrius und Söhne Georg, Lukas und Elias durch Ferdinand I. am 15. Juli 1562 weiter. Bartholomäus und Valentin, der zweitälteste bzw. zweitjüngste der fünf Brüder waren noch vor 1539 verstorben. Die noch lebenden der Familie Schneider lauteten ihren Namen in Schnitter um, da bereits ein 1464 eingewandertes Ratsgeschlecht Schneider, das sich auch Langschneider nannte, in Görlitz ansässig gewesen ist.

### Kinder
Kinder aus erster Ehe (1510–1527):
- Katharina (⚭ Peter Frenzel; † 21. Dezember 1570)
- Lukas (vermögender Görlitzer Kaufmann und Ratsherr 1558–1566, erste Ehe ca. 1544 mit der Tochter Caspar Zehkorns; Magdalene Beyer, „Beier“ ist nach Christian Schäffer Lukas’ Ehefrau, Erich Wentscher betrachtete dies als widersprüchlich, obgleich ein gemeinsames Epitaph in St. Peter überliefert ist; † 21. Februar 1566)
- Margarete (⚭ Johann Troger, „Tröger“)
- Georg († nach 1562)
- Anna (⚭ Joachim Frenzel; † 26. Februar 1561)

Aus zweiter Ehe (nach 1527):
- Lorenz[23]

- Sabina (⚭ Georg Uthmann; † 11. September 1580)
- Katharina (⚭ Christoph Sattler)
- Brigitte (⚭ Hans Willer, der 1537 einen Wappenbrief erhielt)
- Elias (⚭ Elisabeth Emerich; † 23. Januar 1580)
- Ruffina (* 1529, ⚭ David Cunrad; „doch“ nach dem Görlitzer Traubuch 1564 jungfräulich getraut mit Franz Fleischer)
- Dorothea (⚭ Joachim Gerlach, Stadtschreiber in Breslau)
- Helena († wohl jung)
- Corona († wohl jung)
- Concordia († wohl jung)
- Franz († wohl jung).